# Alex Galindo
Alex Galindo, né le 26 mai 1985, à Mayagüez, à Porto Rico, est un joueur portoricain de basket-ball. Il évolue au poste d'ailier.

## Palmarès
- Finaliste du championnat des Amériques 2013